# IEC 61000-3-2
IEC 61000-3-2 és una normativa internacional (creada per l'IEC) de compatibilitat electromagnètica que es refereix als límits per a emissions de corrent harmònic en equips amb corrent d'entrada ≤16 A per fase. És la part 3-2 de la norma IEC 61000 i la darrera versió es pot esbrinar aquí.

## Aplicació
IEC 61000-3-2 aplica a tots els equips elèctrics o electrònics amb corrent d'entrada inferior o igual a 16 Ampers, dissenyats per a ser connectars a la xarxa pública d'alimentació elèctrica. Amb les següents excepcions:
- Xarxes no públiques.
- Equipament mèdic.
- Equips de classe Ai D amb potència d'entrada menor a 75W.
- Equips amb tensions d'entrada inferiors a 230Vac.

## Classificació dels equips
Quant a la limitació de corrent harmònic, els equips es classifiquen de la següent manera:
- Classe A:
  - equips trifàsics equilibrats.
  - equips electrodomèstics, excepte els de la classe D.
  - eines, aexcepció de les eines portàtils.
  - reguladors de llum per a làmpades d'incandescència.
  - equips d'àudio.
- Classe B:
  - eines portàtils.
  - equips de soldadura per arc que no siguin professionals.
- Classe C:
  - equips d'il·luminació.
- Classe D:
  - Equips amb potència inferior o igual a 600W dels següents : ordinadors personals i pantalles d'ordinadors personals, receptors de televisió, frigorífics i congeladors que tinguin un o més controladors de velocitat variable de motors.

## Límits de corrents harmònics
- Classe A : s'apliquen els valors de la taula 1.[4]
- Classe B : s'apliquen els valors de la taula 1 multiplicats per un factor d'1,5
- Classe C : si la potència és major de 25W (s'apliquen els valors de la taula 2), si la potència és menor o igual a 25W (s'apliquen els valors de la taula3, coluna 2)
- Classe D : s'apliquen els valors de la taula 3.

Taula 1:
| Ordre de l'harmònic | Corrent harmònic en A |
| 2                   | 1,08                  |
| 3                   | 2,10                  |
| 4                   | 0,43                  |
| 5                   | 1,14                  |
| 6                   | 0,30                  |
| 7                   | 0,77                  |
| 9                   | 0,40                  |
| 11                  | 0,33                  |
| 13                  | 0,21                  |
| 15≤n≤39 (n senar)   | 0,15 x 15/n           |
| 8≤n≤40 (n parell)   | 0235 x 8/n            |

Taula 2:
| Ordre de l'harmònic | Corrent harmònic en % del corrent d'entrada a la freqúència fonamental |
| 2                   | 2                                                                      |
| 3                   | 30 x Factor de potència del circuit                                    |
| 5                   | 10                                                                     |
| 7                   | 7                                                                      |
| 9                   | 5                                                                      |
| 11≤n≤39 (n senar)   | 3                                                                      |

Taula 3:
| Ordre de l'harmònic | Corrent harmònic màxim admisible per W en mA/W | Corrent harmònic màxim admisible en A |
| 3                   | 3,4                                            | 2,3                                   |
| 5                   | 1,9                                            | 1,14                                  |
| 7                   | 1,0                                            | 0,77                                  |
| 9                   | 0,5                                            | 0,40                                  |
| 11                  | 0,35                                           | 0,33                                  |
| 13≤n≤39 (n senar)   | 3,85/n                                         | veure taula 1                         |